# Willem Wijsman
Willem Wijsman (Zierikzee, 27 maart 1828 – Amsterdam, 24 februari 1885) was een Nederlands componist en dirigent.
Hij werd geboren binnen het gezin van arbeider Johannes Wijsman en Maria Aalburg. vader noch moeder konden schrijven. Willem Wijsman zelf huwde in 1855 in Den Haag Barendine Hermina Buijtendorp (Den Haag, 27 februari 1832- 7 juni 1893). Het echtpaar kreeg zeven kinderen, waaronder Johan Wijsman Hij was ridder der Simon Bolivar’s Orde 5e klasse. Hij ontving die onderscheiding doordat een werk van hem werd uitgevoerd tijdens een Venezolaanse eeuwfeest ter herinnering aan Simon Bolivar.
Hij leidde onder meer het orkest van het Parkschouwburg, waar hij soms leiding gaf aan de Fransche Opera. Hij gaf onder meer les aan Daan van Ollefen sr., maar die was meer geschikt voor een acteursleven.
Hij schreef onder meer een ouverture voor orkest, een vioolconcert, een celloconcert, een nocturne, een serenade voor hobo, een Hongaarse dans voor viool en orkest en een mis of cantate. Ook De slag bij Waterloo is een compositie van hem voor harmonieorkest dat tientallen jaren achtereen werd uitgevoerd door de stafmuziek van het 7. Regiment Infanterie uit Amsterdam. Hij schreef ook muziek voor Michael Strogoff, een drama in zeven taferelen naar Jules Verne, uitgevoerd in januari 1882 in de Stadsschouwburg. In de directie daarvan zat toen Van Ollefen. Zijn gehele oeuvre behoort tot het vergeten repertoire.
- International Standard Name Identifier: 0000 0003 9097 3502
- Nederlandse Thesaurus van Auteursnamen: 24140116X
- Virtual International Authority File: 284706569
- WorldCat: E39PBJgxrypmgYy77xF4JwDyVC